# Hwang Geum-hee
Hwang Geum-hee (20 de agosto de 1977) es una actriz surcoreana. Previamente conocida por su nombre artístico Ji Sung-won, empezó a utilizar su nombre real profesionalmente en agosto de 2013. Su trabajo más destacable es la aclamada película de terror Bedevilled (2010).

## Filmografía

### Cine
| Año  | Título             | Rol        |
| ---- | ------------------ | ---------- |
| 2000 | Chunhyang          | estudiante |
| 2010 | Harmony            | Hyeon-joo  |
| 2010 | Bedevilled         | Hae-won    |
| 2013 | Twisted Daddy      |            |
| 2014 | An American Friend | Ji-yoon    |
| 2014 | My Sister          | Oh Jin-seo |
| 2015 | Empire of Lust     | Mae-hyang  |

### Series de televisión
| Año  | Título                          | Rol                      | Red |
| ---- | ------------------------------- | ------------------------ | --- |
| 2000 | Popcorn                         |                          | SBS |
| 2000 | Cheers for the Women            |                          | SBS |
| 2005 | Shin Don                        | Yoon Hee-bi              | MBC |
| 2006 | Yeon Gaesomun                   | Ui Ji-nyeo               | SBS |
| 2006 | Snow Flower                     | Lee Shin-ae              | SBS |
| 2007 | Bad Couple                      | Ahn Jung-sook            | SBS |
| 2008 | Life Special Investigation Team | Park Hyun-joo            | MBC |
| 2008 | Yi San                          | Lady Hong Won-bin        | MBC |
| 2009 | Ja Myung Go                     | Dong Go-bi               | SBS |
| 2014 | Doctor Stranger                 | mujer embarazada (Cameo) | SBS |
| 2014 | My Spring Days                  | MBC                      |     |